# Elecciones generales de Santa Lucía de 1974

Resultados y porcentaje de votos por circunscripción de las elecciones generales de Santa Lucía de 1974.

Elecciones generales tuverion lugar en Santa Lucía el 7 de mayo de 1974. El resultado fue una victoria para el Partido Unido de los Trabajadores de Santa Lucía, el cual obtuvo diez de diecisiete escaños. La participación electoral fue de 84,1%.

## Resultados
| Partido                                          | Votos  | %    | Escaños | +/– |
| ------------------------------------------------ | ------ | ---- | ------- | --- |
| Partido Unido de los Trabajadores de Santa Lucía | 17 300 | 53,4 | 10      | +4  |
| Partido Laborista de Santa Lucía                 | 14 554 | 44,5 | 7       | +4  |
| Independientes                                   | 650    | 2,0  | 0       | –   |
| Votos en blanco/nulos                            | 1 081  | –    | –       | –   |
| Total                                            | 33 498 | 100  | 17      | +7  |
| Electores registrados/participación              | 39 815 | 84,1 | –       | –   |
| Fuente: Nohlen                                   |        |      |         |     |